# David Sanborn
David William Sanborn (ur. 30 lipca 1945 w Tampie, zm. 12 maja 2024 w Tarrytown) – amerykański saksofonista popowo-jazzowy.
Specjalizuje się w grze na saksofonie altowym. Pierwszą płytę, Taking Off, wydał w roku 1975. Dużą popularność zyskał w latach 80., głównie dzięki albumowi Hideaway. Współpracował z wieloma muzykami, m.in.: Al Jarreau, Marcusem Millerem, Erikiem Claptonem, Tommym Bolinem, Paulem Simonem, Steviem Wonderem, Davidem Bowiem, Steve’em Gaddem, Milesem Davisem oraz z grupą The Rolling Stones.

## Dyskografia
- Taking Off (1975)
- Sanborn (1976)
- Promise Me To The Moon (1977)
- Heart To Heart (1978)
- Hideaway (1980)
- As We Speak (1982)
- Voyeur (1981)
- Backstreet (1983)
- Another Hand (1991, Elektra)
- Upfront (1992, Elektra)
- Hearsay (1993, Elektra)
- Pearls (1995, Elektra)
- Inside (1999, Elektra)
- Timeagain (2003, Verve)
- Closer (2005, Verve)
- Only Everything (2010, Universal)